# Hemidactylus fasciatus
Hemidactylus fasciatus es una especie de gecko que pertenece al género Hemidactylus de la familia Gekkonidae. Es nativo de África Occidental.

## Distribución y hábitat
Su área de distribución incluye Guinea, Liberia, Costa de Marfil, Ghana y Togo.  Es una especie trepadora nocturna cuyo hábitat natural es el bosque. También habita los muros y paredes de las casas.